# Emil Moise-Szalla
Emil Moise-Szalla (n. 27 iulie 1933, Turnu Severin, Mehedinți, România – d. 16 martie 2024, Toruń, Polonia) a fost un pictor român.
A absolvit Școala Medie de Arte Plastice, apoi Institutul de Arte Plastice Nicolae Grigorescu din București, secția de scenografie-teatru în 1960. În același timp, în calitate de grafician și pictor, a participat la numeroase expoziții colective și individuale, precum și ca invitat în tabere internaționale de arte plastice din Polonia, Germania, Franța. Lucrările sale se află în diferite colecții particulare răspândite în mai multe țări.
De atunci a lucrat și colaborat cu diferite teatre din țară din Petroșani, Deva, Alba-Iulia, Constanța, Pitești, Buzău, Brașov și București.
A prezentat lucrări în galerii din Franța, Polonia, precum și la București, ca de exemplu galeriile „Orizont”, „Căminul Artei” și „Galla”.